# یانگ شینهای
یانگ شینهای (۱۷ ژوئیه ۱۹۶۸–۱۴ فوریه ۲۰۰۴) که با نام‌های یانگ ژیا و یانگ لیو نیز شناخته می‌شود، قاتل زنجیره‌ای چینی بود که به ارتکاب ۶۷ قتل و ۲۳ تجاوز بین سال‌های ۱۹۹۹ و ۲۰۰۳ اعتراف کرد. محکوم به اعدام و اعدام شد. رسانه‌ها به او لقب «قاتل هیولا» را دادند. او پرکارترین قاتل سریالی شناخته شده‌ای است که چین از زمان تأسیس جمهوری خلق چین در سال ۱۹۴۹ به خود دیده‌است.

## زندگی‌نامه
یانگ در ۲۹ ژوئیه ۱۹۶۸ در شهرستان ژنگیانگ، هنان به دنیا آمد. خانوادهٔ او یکی از فقیرترین افراد روستای خود بودند. یانگ کوچک‌ترین از چهار فرزند، باهوش و درونگرا بود. او در سال ۱۹۸۵ در ۱۷ سالگی مدرسه و تحصیل را ترک کرد و دیگر به خانه برنگشت و در عوض به اطراف چین سفر کرد و به کارگری مشغول شد.

## جنایات
در سال‌های ۱۹۸۸ و ۱۹۹۱، یانگ به دلیل سرقت در شیان، شانشی و شیجیاژوانگ، هبی به اردوگاه‌های کار محکوم شد. در سال ۱۹۹۶، او به جرم اقدام به تجاوز جنسی در ژومادیان، هنان به پنج سال زندان محکوم شد و در سال ۱۹۹۹ آزاد شد.
قتل یانگ بین سال‌های ۱۹۹۹ و ۲۰۰۳ در استان‌های آنهویی، هبی، هنان و شاندونگ رخ داد. شب‌ها، او وارد خانه‌های قربانیانش می‌شد و همه ساکنان را - عمدتاً کشاورزان - را با تبر، چکش و بیل می‌کشت و گاه تمام اعضای یک خانواده را به قتل می‌رساند. او هر بار لباس‌های نو و کفش‌های بزرگ می‌پوشید.
در اکتبر ۲۰۰۲، یانگ یک پدر و یک دختر شش ساله را با بیل کشت و به یک زن باردار تجاوز کردکه این زن با وجود جراحات شدید ناشی از این جنابت، جان سالم به در برد.

## دستگیری، محاکمه و اعدام
یانگ در ۳ نوامبر ۲۰۰۳ پس از اقدام مشکوک در جریان بازرسی معمول پلیس از مکان‌های تفریحی در کانگجو، هبی، بازداشت شد. پلیس او را برای بازجویی با خود برد و متوجه شد که او به اتهام قتل در چهار استان تحت تعقیب است. یانگ در ۱ فوریه ۲۰۰۴ توسط دادگاه بین‌المللی مردم شهر لوهه، هنان، به اعدام محکوم شد. در زمان صدور حکم، رسانه‌های رسمی چین نوشته بودند که او طولانی‌ترین و فجیع‌ترین قتل‌ها در چین را انجام داده‌است. یانگ در ۱۴ فوریه ۲۰۰۴ به جوخه اعدام سپرده شد .

### انگیزه
بنا به گزارش برخی رسانه‌ها در زمان دستگیری، انگیزه یانگ از قتل، انتقام از جامعه در نتیجهٔ یک شکست عاطفی بود که از سر گذرانده بود. گفته می‌شود دوست دخترش او را به دلیل احکام قبلی برای دزدی و تجاوز ترک کرده بود. گزارش‌های بعدی رسانه‌ها ادعا کردند که انگیزهٔ اصلی او از سرقت، تجاوز جنسی و قتل، لذت بوده‌است.

در حالی که یانگ هرگز به‌طور رسمی انگیزه ای ارائه نکرد، از او نقل شده‌است که می‌گوید:
"وقتی مردم را می‌کشتم آرزویی داشتم که به من انگیزه داد تا بیشتر بکشم. برای من مهم نیست که قربانیانم لیاقت زندگی را دارند یا نه. چنین چیزی اصلا دغدغهٔ من نیست. من تمایلی به عضویت در جامعه ندارم. جامعه دغدغهٔ من نیست.»